# Myke Carvalho
Michel Ribeiro de Carvalho (Belém, 28 de outubro de 1983), também conhecido como Myke ou Myke de Carvalho, é um pugilista brasileiro nas categorias peso leve (até 60 kg) e peso meio-médio-ligeiro (até 64 kg)

## Carreira
Desde 1994 luta boxe. Disputou três Jogos Olímpicos, Atenas 2004 na categoria peso leve, Pequim 2008 e Londres 2012, ambas na categoria peso meio-médio-ligeiro, sendo eliminado em todas logo na primeira rodada.
Obteve a medalha de bronze nos Jogos Pan-Americanos de 2007 e 2011.
Apesar de desejar disputar uma quarta Olimpíada, uma fratura no antebraço um mês antes do qualificatório para os Jogos Olímpicos de Verão de 2016 forçaram a aposentadoria de Carvalho aos 33 anos. Desde então se dedica à sua academia em Belém e uma ONG para descobrir talentos no boxe.